# Вилле, Август фон
Август Левин фон Вилле (нем. August Levin von Wille; 18 апреля 1828, Кассель — 31 марта 1887, Дюссельдорф) — немецкий художник эпохи позднего романтизма, пейзажист и жанрист.

## Жизнь и творчество
Август фон Вилле родился в дворянской семье, его отец бы тайный советник курфюршества Гессен, мать принадлежала к аристократическому роду фон Хахенберг, младший из восьми детей в семье. В 1843—1847 годах он изучает живопись в Академии искусств Касселя, в 1847 он переезжает в Дюссельдорф, и далее занимается в местной Академии, в классе художника-пейзажиста Иоганна Вильгельма Ширмера до 1854 года (с перерывом на воинскую службу в 1851—1852)). В 1849 году фон Вилле становится членом дюссельдорфского Союза художников «Малькастен» (нем. Malkasten). 
В своих работах Август фон Вилле строго придерживался традиций романтизма. Он является автором обширных пейзажей, в том числе лесных, охотно изображал живописны выглядящие городские улицы и переулки, руины замков и монастырей, освещённые Луной ночные дали. В этом плане работы фон Вилле близки по стилю и тематике  полотнам живописца-романтика Каспара Шойрена. 
В мае 1859 года Август фон Вилле вступает в брак с Кларой фон Бётхер, дочерью майора прусской армии, ставшей впоследствии как Клара фон Вилле известной художницей-анималистом. Их сын, Фриц фон Вилле, впоследствии также талантливый художник-пейзажист. 
В 1859—1863 годах семья фон Вилле живёт в Веймаре, куда художника пригласил великий герцог Саксен-Веймар-Эйзенах преподавателем в местную художественную Академию. В 1863 фон Вилле переезжают в Дюссельдорф. Здесь Август фон Вилле получает известность как пейзажист, портретист, мастер жанровой, архитектурной и промышленной живописи, художник-иллюстратор. Он совершает рабочие поездки по Германии, рисует свои пейзажи в Тюрингии, на Мозеле, Гессене, на среднем Рейне. Картины его в основном малого формата, спокойного, умиротворённого содержания. 

## Галерея
- Пожар в дюссельдорфском замке, 1872.
- Вид на промышленный Бармен, ок. 1870.
- Полёт барона фон Мюнхаузена на пушечном ядре.
- Охотник, 1887.
- В винном погребе, 1886.

## Иллюстрации (избранное)
- В: Friedrich Bodenstedt (изд.): Аль бом немецкого искусства и поэзии. С гравюрой на дереве по оригинальным рисункам художников (Album deutscher Kunst und Dichtung. Mit Holzschnitten nach Originalzeichnungen der Künstler, ausgeführt von R. Brend’amour. Grote, Berlin.
- В: Акварели дюссельдорфских художников: дамам искусства посвящено (Aquarelle Düsseldorfer Künstler : den kunstsinnigen Damen gewidmet). Arnz, Düsseldorf 1861.
- В: Gustav Wendt: Бенок баллад: собрание немецких поэтов (Balladenkranz: aus deutschen Dichtern gesammelt). Grote, Berlin 1866.
- Gottfried August Bürger: Правдивые приключения барона Мюнхаузена на воде и на суше, на коне и пешком, на войне и в мирное время, в воздухе и по всему свету... (Des Freiherrn von Münchhausen einzig wahre Erlebnisse zu Wasser und zu Land, zu Pferd und zu Fuß, im Krieg und Frieden, in der Luft sowie in mehrerer Herren Länder / In diesem Jahre ganz neu verfaßt von Ihm selbst. Und versehen mit sehr wunderlichen Zeichnungen nach der Natur aufgenommen von dem Maler A. von Wille). Arnz, Düsseldorf 1856.
- In: Ludwig Bund (Hrsg.): Песни родины (Lieder der Heimath : Eine Sammlung der vorzüglichsten Dichtungen im Bilderschmucke deutscher Kunst). Breidenbach, Düsseldorf 1868, Шаблон:URN.
- Hermann Schauenburg: Чудесные и приключенческие истории и деяния семи швабов (Wunderseltsame und abenteuerliche Geschichten und Thaten der sieben Schwaben). Arnz, Düsseldorf 1856.